# Xã Mount Valley, Quận Winnebago, Iowa
Xã Mount Valley (tiếng Anh: Mount Valley Township) là một xã thuộc quận Winnebago, tiểu bang Iowa, Hoa Kỳ. Năm 2010, dân số của xã này là 565 người.